# International Gold Cup 1963
International Gold Cup 1963 je bila trinajsta neprvenstvena dirka Formule 1 v sezoni 1963. Odvijala se je 21. septembra 1963 na dirkališču Outlon Park v Cheshiru.

## Dirka
| Poz    | Dirkač                  | Moštvo                        | Konstruktor    | Čas/Odstop             | Št. m. |
| ------ | ----------------------- | ----------------------------- | -------------- | ---------------------- | ------ |
| 1      | Jim Clark               | Team Lotus                    | Lotus-Climax   | 2.02:58.6              | 1      |
| 2      | Richie Ginther          | Owen Racing Organisation      | BRM            | + 22.6 s               | 3      |
| 3      | Graham Hill             | Owen Racing Organisation      | BRM            | + 28.2 s               | 2      |
| 4      | Jack Brabham            | Brabham Racing Organisation   | Brabham-Climax | + 52.0 s               | 11     |
| 5      | Tony Maggs              | Cooper Car Company            | Cooper-Climax  | 72 krogov              | 6      |
| 6      | Bruce McLaren           | Cooper                        | Cooper-Climax  | 72 krogov              | 7      |
| 7      | Mike Hailwood           | Reg Parnell (Racing)          | Lola-Climax    | 70 krogov              | 9      |
| 8      | Ian Burgess             | Scirocco-Powell (Racing Cars) | Scirocco-BRM   | 69 krogov              | 18     |
| 9      | Peter Revson            | Reg Parnell (Racing)          | Lotus-BRM      | 69 krogov              | 15     |
| 10     | Carel Godin de Beaufort | Ecurie Maarsbergen            | Porsche        | 67 krogov              | 20     |
| 11 Ods | Jo Siffert              | Siffert Racing Team           | Lotus-BRM      | 66 krogov Motor        | 12     |
| 12     | André Pilette           | André Pilette                 | Lotus-Climax   | 63 krogov              | 21     |
| 13 Ods | Innes Ireland           | British Racing Partnership    | Lotus-BRM      | 56 krogov Pritisk olja | 5      |
| 14 Ods | Bernard Collomb         | Bernard Collomb               | Lotus-Climax   | 46 krogov Pritisk olja | 19     |
| Ods    | Ian Raby                | Ian Raby (Racing)             | Gilby-BRM      | Vžig                   | 13     |
| Ods    | Dan Gurney              | Brabham Racing Organisation   | Brabham-Climax | Puščanje olja          | 16     |
| Ods    | Mike Beckwith           | British Racing Partnership    | Lotus-BRM      | Trčenje                | 17     |
| Ods    | Masten Gregory          | Tim Parnell                   | Lotus-BRM      |                        | 14     |
| Ods    | Trevor Taylor           | Team Lotus                    | Lotus-Climax   | Kolo                   | 4      |
| Ods    | Jo Bonnier              | Rob Walker Racing Team        | Cooper-Climax  | Pritisk olja           | 8      |
| Ods    | Tony Settember          | Scirocco-Powell (Racing Cars) | Scirocco-BRM   | Ventil                 | 22     |
| Ods    | Bob Anderson            | DW Racing Enterprises         | Lola-Climax    | Menjalnik              | 10     |
| DNS    | Peter Arundell          | Team Lotus                    | Lotus-Climax   | Brez dirkalnika        |        |

- Najboljši štartni položaj: Jim Clark - 1:39.0
- Najhitrejši krog: Jim Clark - 1:39.2